# Rodrigo Cordero
Rodrigo Antonio Cordero Solano (San José, Costa Rica 4 de diciembre de 1973) es un exfutbolista costarricense que jugó en 34 ocasiones con la selección de Costa Rica y con una anotación.

## Trayectoria
Disputó en suelo costarricense entre los clubes de A. D. Carmelita, L. D. Alajuelense, C.S Herediano, Brujas F. C., C. S. Cartaginés, Municipal Pérez Zeledón, Puntarenas F. C., A. D. Ramonense, y Barrio México.

## Selección nacional
Debutó en con la selección de Costa Rica el 21 de junio de 2000 en un partido amistoso contra Paraguay, disputó 21 minutos en la derrota 0-1.
Tuvo su debut en la Clasificación de Concacaf para la Copa Mundial de 2002 el 16 de julio de 2000 contra Barbados donde tuvo participación durante 52 minutos en la derrota 2-1. Siete días después se enfrentó ante Estados Unidos en la clasificación al mundial, disputando en primera ocasión los 90 minutos en la victoria 2-1.
El 28 de febrero de 2001 se enfrentó ante Honduras en la Clasificación de Concacaf para la Copa Mundial de 2002, al minuto 94 anotó su primera anotación, finalizando de manera dramática ante los catrachos en empate 2-2.
Disputó la Copa América 2001, debutando el 14 de julio de 2001 contra Honduras, disputando 19 minutos en la victoria 1-0. En su segundo partido se enfrentó ante Bolivia, disputando 90 minutos en la victoria 0-4. En su tercer partido se enfrentó ante Uruguay, en cuartos de final dio una participación de 21 minutos en la derrota 2-1, siendo eliminados en cuartos de final. 
Rodrigo tuvo participación en la Clasificación de la Concacaf para la Copa Mundial de 2002 en 15 ocasiones, donde tuvo su clasificación a la Copa Mundial 2002, quedando en la primera posición de la hexagonal final con 23 puntos. 

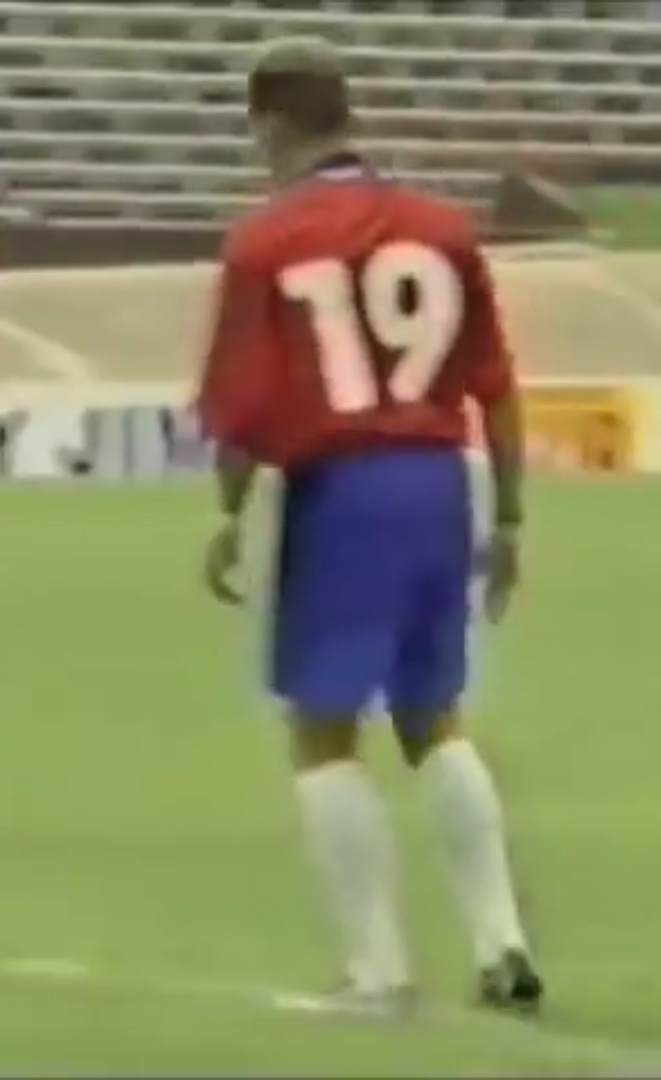
Rodrigo Cordero vistiendo el dorsal 19 en un partido de la clasificación al mundial contra Jamaica en el 2001

Cordero fue convocado para representar a Costa Rica en la Copa Mundial de 2002. Rodrigo se mantuvo en el banco de suplencia contra las selecciones de Brasil, Turquía y China, y sin participación, Costa Rica fue eliminada de la cita mundialista en la tercera posición con 4 puntos.
Disputó la Copa Uncaf 2003, debutando ante El Salvador el 12 de enero de 2003, disputando 67 minutos en la victoria 0-1. En su segundo partido se enfrentó ante Guatemala, con 44 minutos de participación en el empate 1-1. En su tercer partido fue contra Honduras, disputando 20 minutos en la victoria 1-0. En el cuarto partido se enfrentó ante Panamá, disputando 45 minutos en la victoria 0-1, Cordero obtuvo su primer título internacional con la tricolor de la Copa Uncaf 2003 al quedar en la primera posición con 13 puntos de la hexagonal.
El 4 de junio de 2004 se enfrentó ante Nicaragua, en un partido amistoso, disputando los 90 minutos en la contundente victoria 5-1, siendo este su último partido con la selección de Costa Rica.
Rodrigo disputó 34 partidos con una anotación.

#### Participaciones internacionales
| Competición       | Sede     | Resultado        | Partidos | Goles |
| ----------------- | -------- | ---------------- | -------- | ----- |
| Copa América 2001 | Colombia | Cuartos de final | 3        | 0     |
| Copa Uncaf 2003   | Panamá   | Campeón          | 4        | 0     |

#### Participaciones en eliminatorias
| Eliminatoria               | Sede                | Resultado   | Partidos | Goles |
| -------------------------- | ------------------- | ----------- | -------- | ----- |
| Clasificación Mundial 2002 | Corea del Sur Japón | Clasificado | 15       | 1     |

### Goles internacionales
| N. | Fecha                 | Sede                                    | Rival    | Gol | Resultado | Competición                                               |
| -- | --------------------- | --------------------------------------- | -------- | --- | --------- | --------------------------------------------------------- |
| 1. | 28 de febrero de 2001 | Estadio Ricardo Saprissa Aymá, San José | Honduras | 2–2 | 2–2       | Clasificación de la Concacaf para la Copa Mundial de 2002 |

## Clubes
| Club                    | País       | Año       |
| ----------------------- | ---------- | --------- |
| A. D. Carmelita         | Costa Rica | 1995-1996 |
| L. D. Alajuelense       | Costa Rica | 1996      |
| A. D. Carmelita         | Costa Rica | 1997      |
| C. S. Herediano         | Costa Rica | 1998-2004 |
| Brujas F. C.            | Costa Rica | 2004-2005 |
| C. S. Cartaginés        | Costa Rica | 2005-2006 |
| Municipal Pérez Zeledón | Costa Rica | 2006-2007 |
| Puntarenas F. C.        | Costa Rica | 2007-2008 |
| A. D. Ramonense         | Costa Rica | 2008-2010 |
| Barrio México           | Costa Rica | 2010-2011 |

## Palmarés

### Títulos internacionales
| Título               | Equipo                  | Sede   | Año  |
| -------------------- | ----------------------- | ------ | ---- |
| Copa Centroamericana | Selección de Costa Rica | Panamá | 2003 |